# Lagonosticta rhodopareia
Lagonosticta rhodopareia là một loài chim trong họ Estrildidae.